# Corvula macrops
Corvula macrops es una especie de pez de la familia Sciaenidae en el orden de los Perciformes.

## Morfología
• Los machos pueden llegar alcanzar los 25 cm de longitud total.

## Hábitat
Es un pez de mar, de clima tropical (27°N-1°S) y bentopelágico.

## Distribución geográfica
Se encuentra en el Océano Pacífico oriental: desde el sur del Golfo de California hasta el Ecuador, incluyendo las Islas Galápagos.

## Observaciones
Es inofensivo para los humanos.